# Старые Бурасы
Старые Бурасы — село в Базарно-Карабулакском районе Саратовской области. Расположено на реке Медведица, в 36 км от районного центра. В 7 км от села расположена железнодорожная станция Бурасы.

## Административное устройство
Село Старые Бурасы является административным центром Старобурасского сельского поселения.
В состав Старобурасского муниципального образования входят следующие населённые пункты: село Старые Бурасы, село Борисовка, село Никольское.
Общая площадь муниципального образования — 10336 га, из них земель сельскохозяйственного назначения — 9419 га; земель поселений — 337 га; земель промышленности, энергетики, транспорта, связи, радиовещания, телевидения, информатики, земель для обеспечения космической деятельности, земель обороны, безопасности и иного специального назначения — 265 га; земель лесного фонда — 315 га.

## Организации и достопримечательности
По состоянию на 2006 год в селе действует 1 магазин, 2 столовые, дом быта, цех по пошиву обуви. Вблизи села расположено ЗАО «Кудашевский конезавод», от которого в селе действует юношеская школа верховой езды. В селе есть участковая больница.
В Старых Бурасах действует музей истории села, расположен филиал Детской школы искусств (Базарный Карабулак). На центральной площади села установлен памятник «Родина-мать».
Установлен памятник И. В. Сталину (в комплексе с памятником В. И. Ленину).
С 1930 года в селе действует колхоз им. Крупской.

## Улицы села
В селе насчитывается 11 улиц — Горная, Кирова, Кооперативная, Ленина, Мичурина, Молодёжная, Революционная, Академическая, Южная, Мирная, Советская.

## История
До основания поселения на месте села находился Бурасский лес.

По Темниковским писцовым книгам в 1621 году за мурзами-татарами и мордвой значилось большое количество «отхожей» вотчинной земли, то есть владеемой на оброке, временно. В том числе были леса, сенные покосы, рыбные ловли, бобровые гоны по рекам Терешке, Узе, Медведице, а также Бурасский лес.

Село основано в 1699 году в качестве сторожевой слободы от набегов кочевников и носило название Бурасская слобода. Основу населения составили пахотные солдаты, поселённые здесь для охраны сторожевой черты, устроенной Петром Первым в 1698—1699 годах. В официальных документах датой основания села считается 1702 год.

После построения города Петровска в 1699 году по указу из приказа Казанского дворца был прислан Кондратий Булгак, которому было велено осмотреть «угожих крепких мест» для строительства сторожевых слобод по реке Медведице …южнее и юго-восточнее нового города Петровска в саратовских степях. В том же 1699 году в верховьях реки Медведицы была построена слобода Бурацкая со рвом и валом. Для наблюдения за неприятелем использовались две «Караульные горы». Одновременно появились отъезжие сторожевые слободы …Гремячка, Лох, Алексеевка… Все они были заселены переведенцами, пахотными солдатами, прописанными «на вечное житьё» к слободам… В местах расположения сторожевых слобод уже имелись принадлежащие разным помещикам земли…" 

## Легенда о Кудеяре
Вблизи села расположена Кудеярова гора с пещерой, в которой, по легенде, укрывался разбойник Кудеяр.

## Известные уроженцы
- Туманов, Александр Васильевич (род. 1938) — российский военный строитель, генерал-полковник.

## Фотогалерея

Виды села
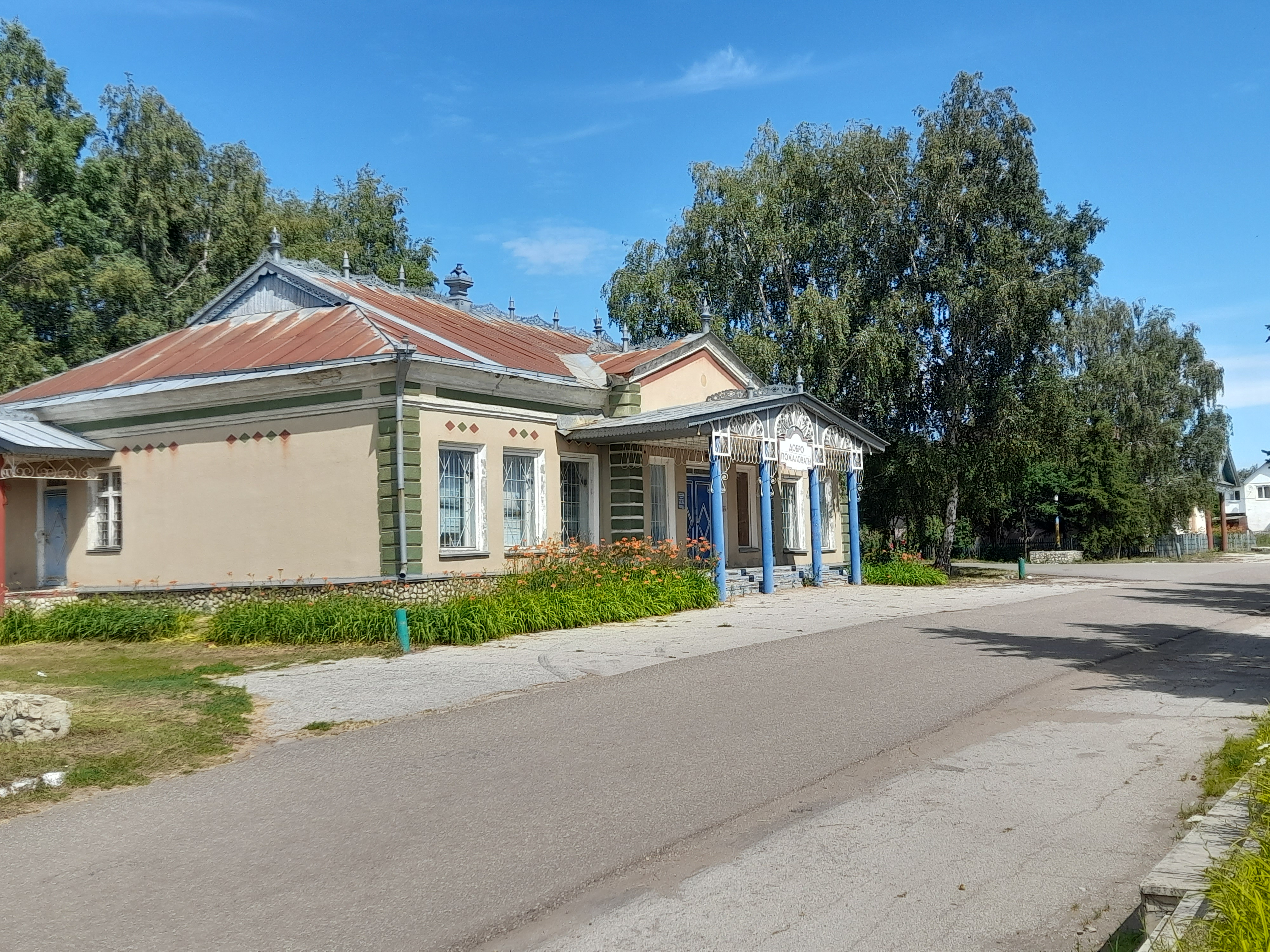
Аптечный пункт
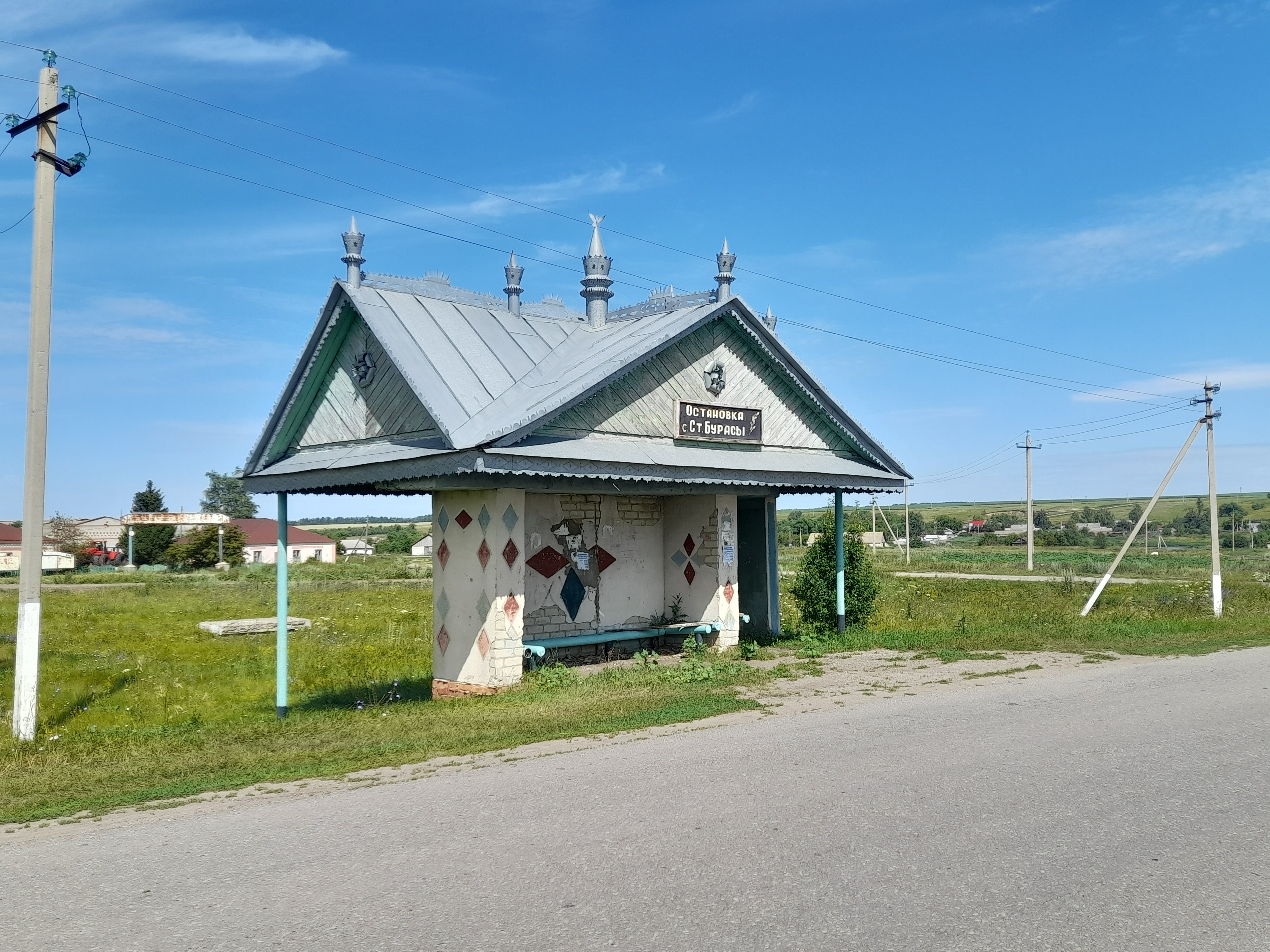
Остановочный павильон
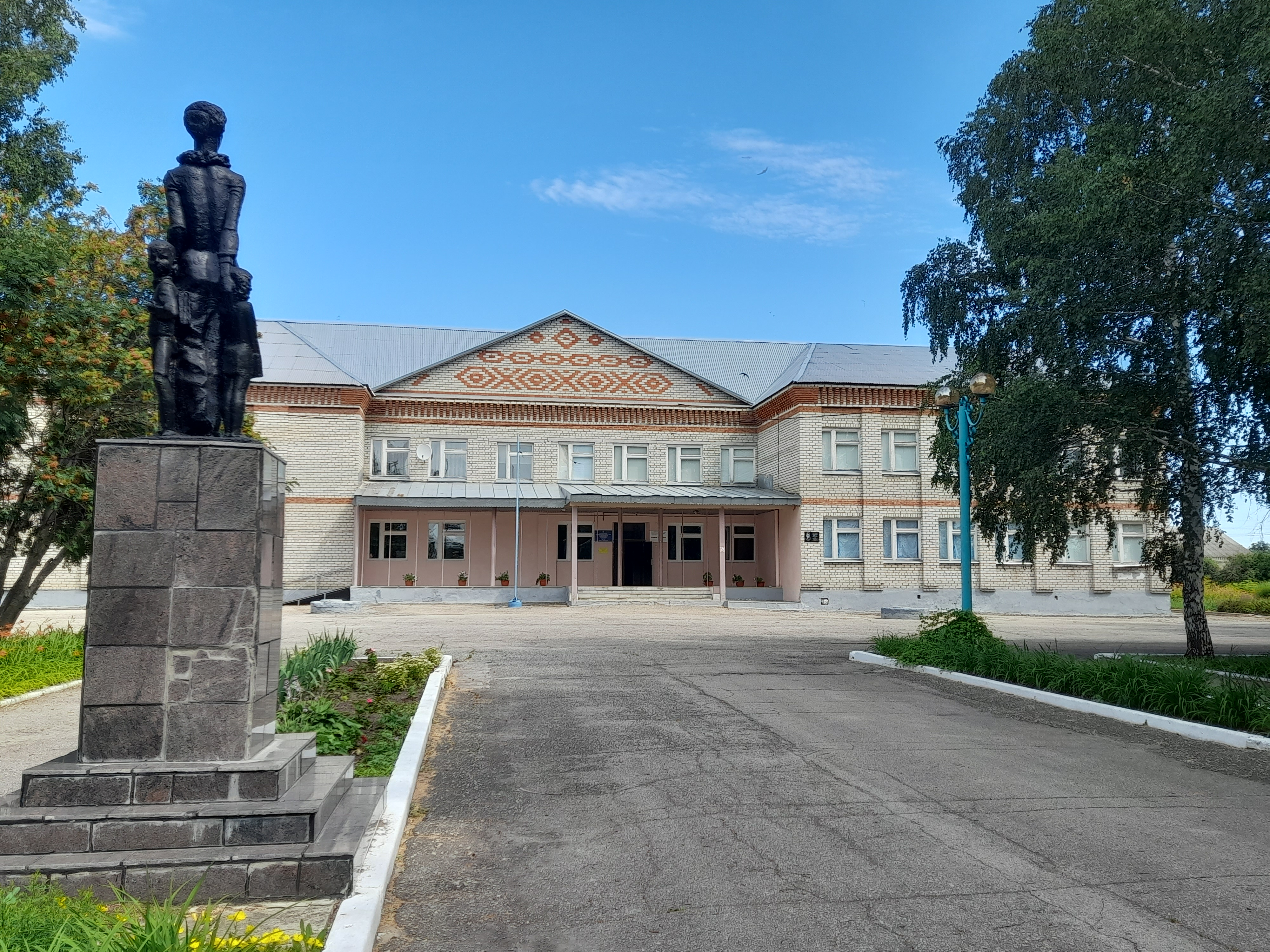
Школа
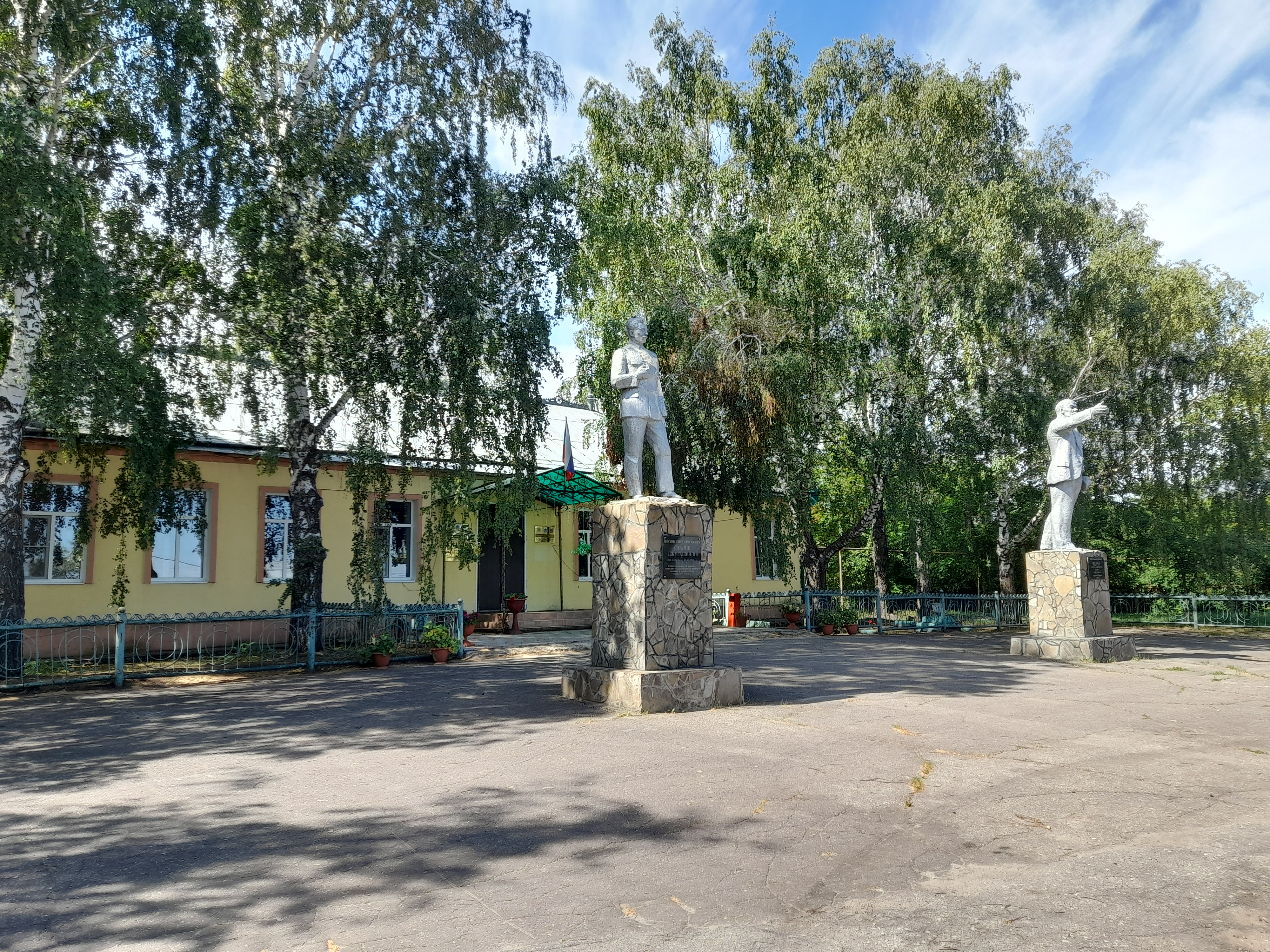
Здание администрации
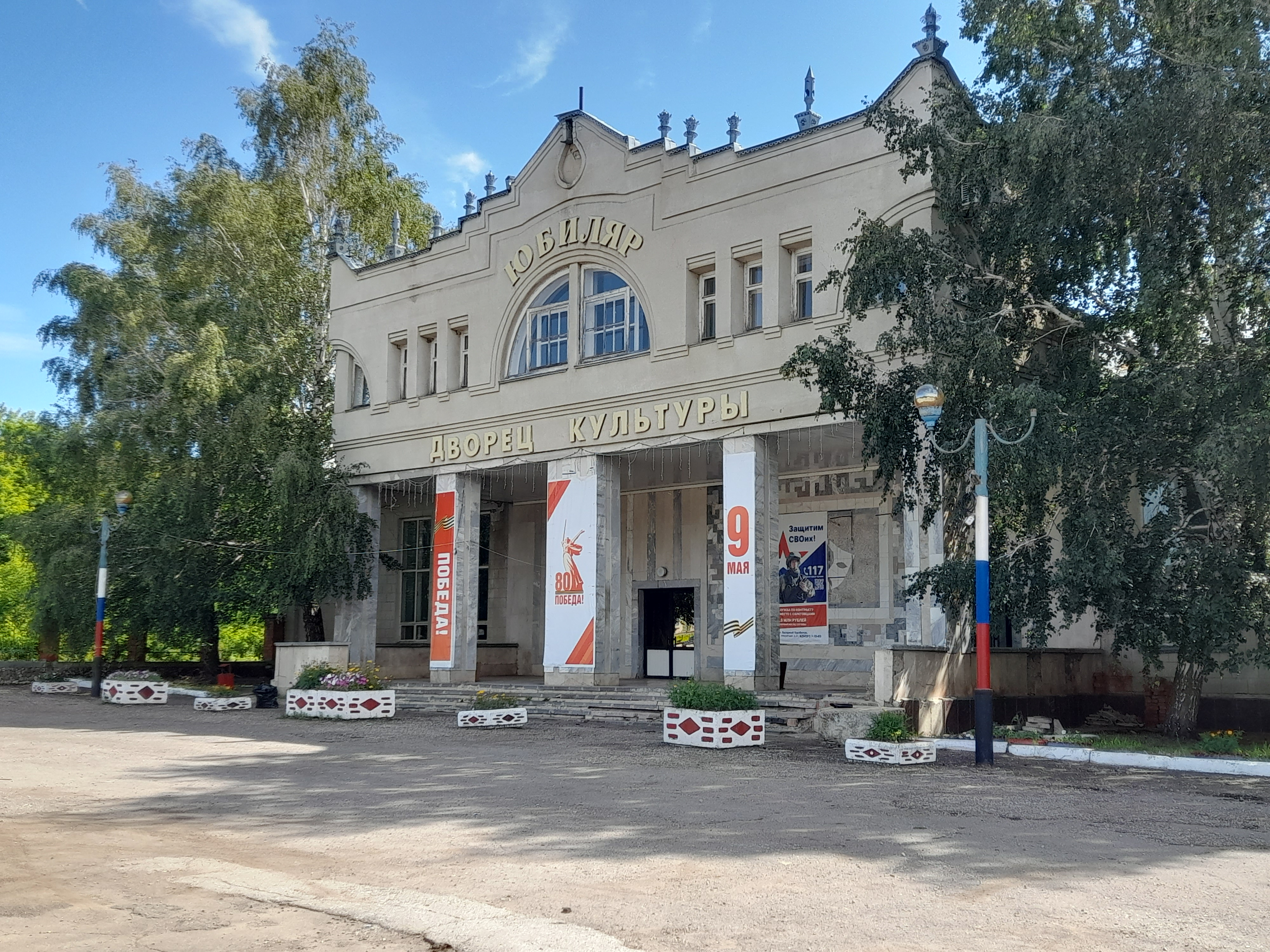
Сельский дом культуры

Достопримечательности села
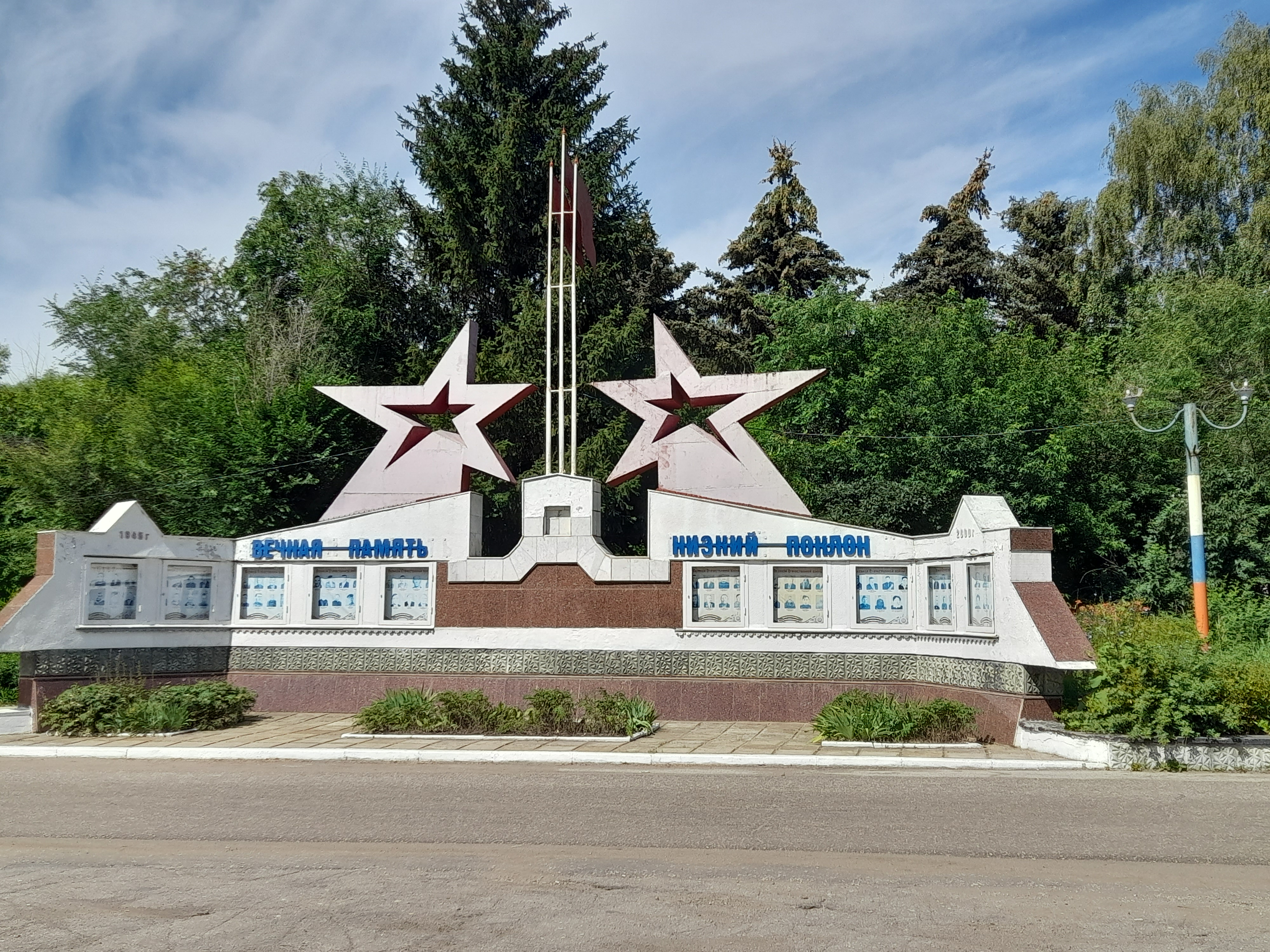
Монумент Памяти
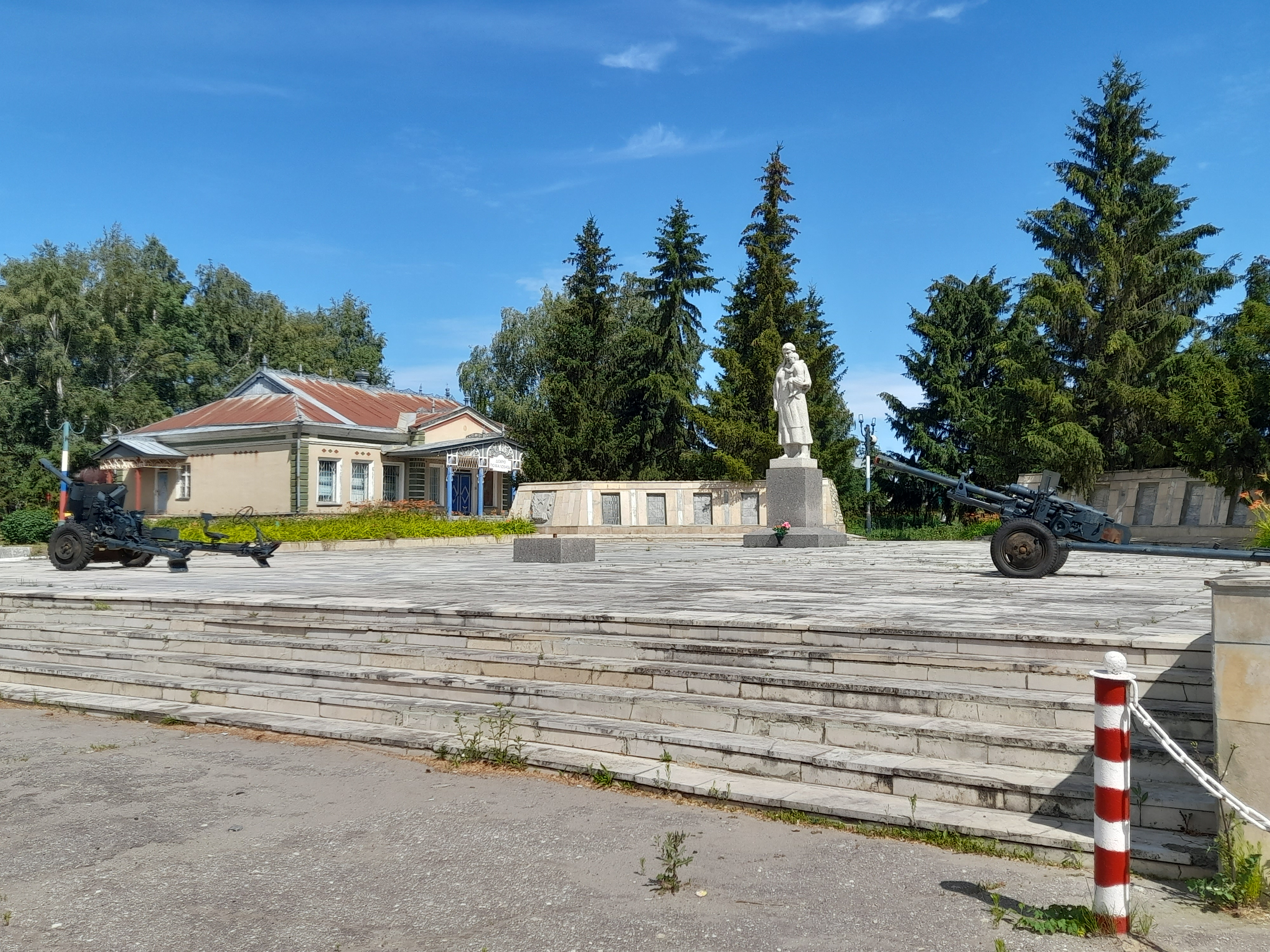
Монумент Победы
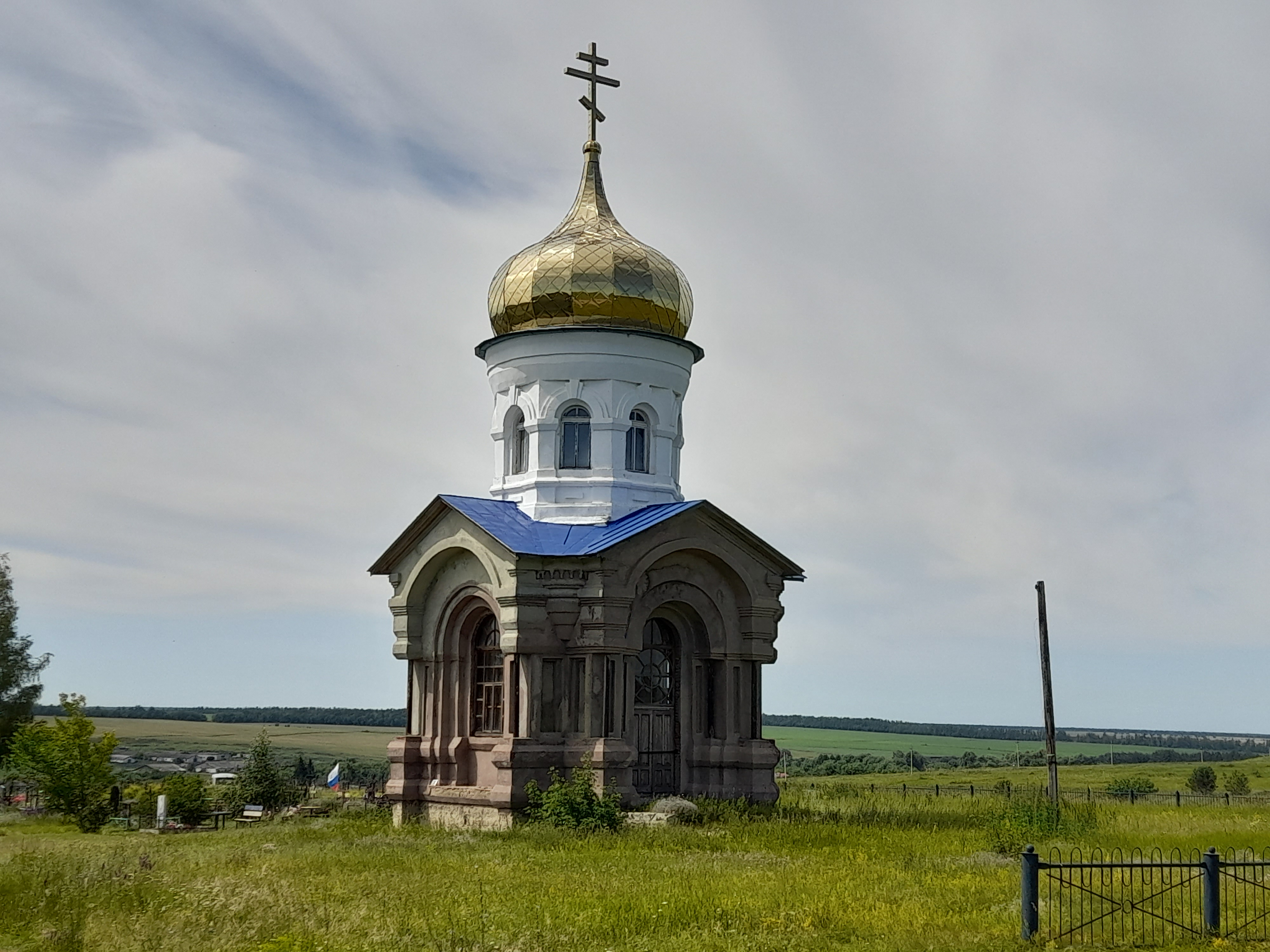
Часовня
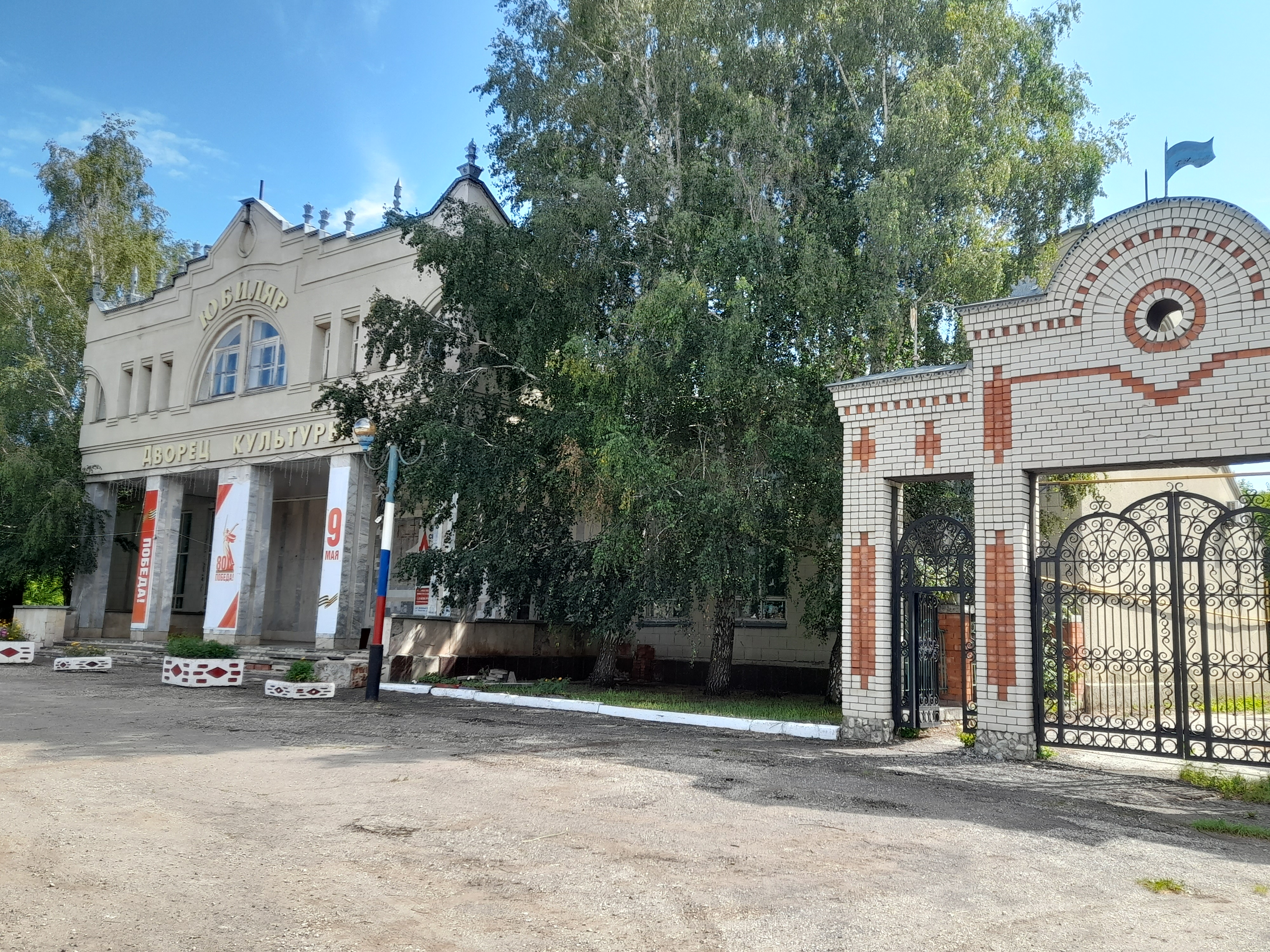
Архитектурная зона у ДК
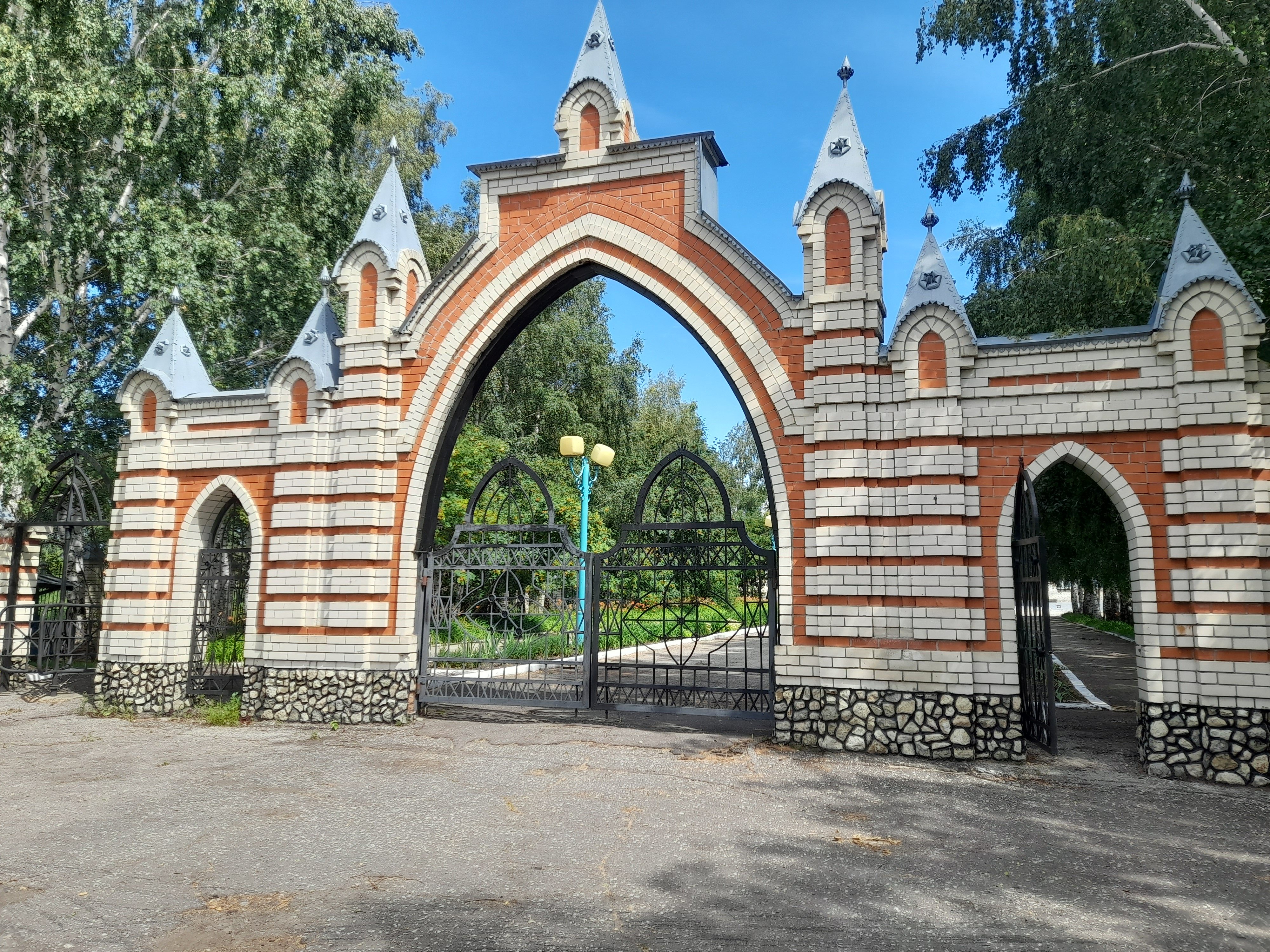
Арка